# Phillip Archer
Phillip Archer (* 17. März 1972 in Warrington, England) ist ein englischer Berufsgolfer.

## Karriere
Archer begann im Alter von neun Jahren im Birchwood Golf Club, wo sein Vater Gründungsmitglied war, mit dem Golfsport. Er wurde 1991 Berufsgolfer und versuchte sich zehnmal über die Tour Schol für die European Tour zu qualifizieren, was ihm 1999 und 2002 gelang. Dazwischen bespielte er die zweitgereihte Challenge Tour, die drittgereihte Europro Tour (1 Turniersieg), und gewann auf der regionalen englischen PGA North Region im Jahr 2002 sechs Events in Folge. Ab der Saison 2005 stabilisierte sich seine Mitgliedschaft bei der großen europäischen Turnierserie. Nach der Saison 2010 verlor Archer jedoch seine Spielberechtigung auf der European Tour und spielt seither wieder auf der Challenge Tour.
Philip Archer ist seit 2005 mit seiner Frau Deborah verheiratet. Er ist ein sehr guter Snookerspieler und leidenschaftlicher Anhänger von Manchester United.

## Turniersiege
- 2002 Marriott Hills (Europro Tour)
- 2004 Rolex Trophy (Challenge Tour)
- 2011 Allianz Open Côtes d’Armor Bretagne (Challenge Tour)
- 2012 Pacific Rubiales Colombia Classic (Challenge Tour)

## Teilnahme an Mannschaftsbewerben
- Seve Trophy (für Großbritannien & Irland): 2007 (Sieger)